# Euxoa brunneigera
Euxoa brunneigera är en fjärilsart som beskrevs av Augustus Radcliffe Grote 1876. Euxoa brunneigera ingår i släktet Euxoa och familjen nattflyn. Inga underarter finns listade i Catalogue of Life.